# Wilhelm Dilthey
Wilhelm Dilthey (født 19. november 1833, død 1. oktober 1911) var en tysk filosof.
Dilthey virkede som professor i Basel, Kiel, Breslau og Berlin, og har særlig betydning som en af filosofiens mest fremragende historieskrivere i den nyere tid. Hans første større værk var Das Leben Schleiermachers I (1870), der viser dyb indtrængen i åndslivets historie, men som førte Dilthey til at gribe længere tilbage.
Hans Einleitung in die Geisteswissenschaft I (1883) er begyndelsen til en menneskeåndens universalhistorie, der lige så lidt som bogen om
Schleiermacher nogen sinde blev fuldført, men fandt en art fortsættelse i talrige mindre afhandlinger, hvoraf navnlig en række om filosofien i 15.-17. århundrede er af stor betydning.
Det tilsyneladende fragmentariske i Diltheys arbejde var en nødvendig følge af, at hans historiske studier spændte så vidt, og gennem alle hans skrifter går visse linjer, der viser de samme ledende synspunkter og bag brudstykkerne lader øjne en helhed; hans evne til som historiker at leve sig ind i svundne tiders tænkning grænser ikke sjældent til det geniale.
I en række af systematiske afhandlinger, navnlig fra de senere år (betydeligst: Der Aufbau der geschichtlichen Welt in den Geisteswissenschaften 1910), udformede endelig Dilthey sin historiens filosofi. Grundlaget må efter hans opfattelse være en analytisk-deskriptiv psykologi, der klarlægger de i historien virkende menneskers individuelle sjæleliv, og derefter gennem sammenligning når til opstilling af visse typer.
Overalt vil der vise sig at være en teleologisk sammenhæng, idet hver tid, hver slægt har sit bestemmende mål. De forskellige mennesketyper inden for tænkningen står som udtryk for de forskellige muligheder for en opfattelse af tilværelsen, muligheder, som står uformidlede og ligeberettigede ved siden af hinanden.
Filosofien bliver derfor skeptisk i den forstand, at den ikke opstiller et system eller en lære, og ikke prætenderer at løse livsgåderne, men bliver læren om, hvorledes mennesket i tidens løb har kæmpet med og fundet forsoning med dem. En samlet udgave af Diltheys værker blev påbegyndt efter hans død.